# Ратуша (Ханау)
Ратуша Ханау (нем. Neustädter Rathaus Hanau, букв. «Ратуша в новом городе») — административное здание в гессенском городе Ханау, являющееся резиденцией городского совета. Первый камень в основание новой барочной ратуши в районе Нойштадт, спроектированной Криштианом Германом, был заложен в 1725 году, а само строительство завершилось в 1733 году; здание было разрушено во время Второй мировой войны и восстановлено по изменённому проекту в 1960-х годах.

## История и описание
Решение о строительстве нового здания ратуши было принято городскими властями Ханау ещё в 1606 году, но по финансовым причинам само строительство неоднократно откладывалось и городской совет долго располагался в арендованных помещениях. Лишь спустя более чем столетие, 11 июня 1725 года, во время правления графа Иоганна Рейнхарда III произошла закладка первого камня для собственного здания мэрии Нойштадта. Барочное здание было построено по проекту архитектора Кристиана Людвига Германа в 1723—1733 годах. Несколько лет спустя — также Кристианом Германом — к ратуше был пристроен задний корпус, в котором расположились архив, тюрьма и жилые помещения. Башня ратуши «нового города» была достроена к 1755 году, получив часы и восемнадцать колоколов; с 18 октября 1896 года перед «ратхаусом» стоит памятник братьям Гримм.

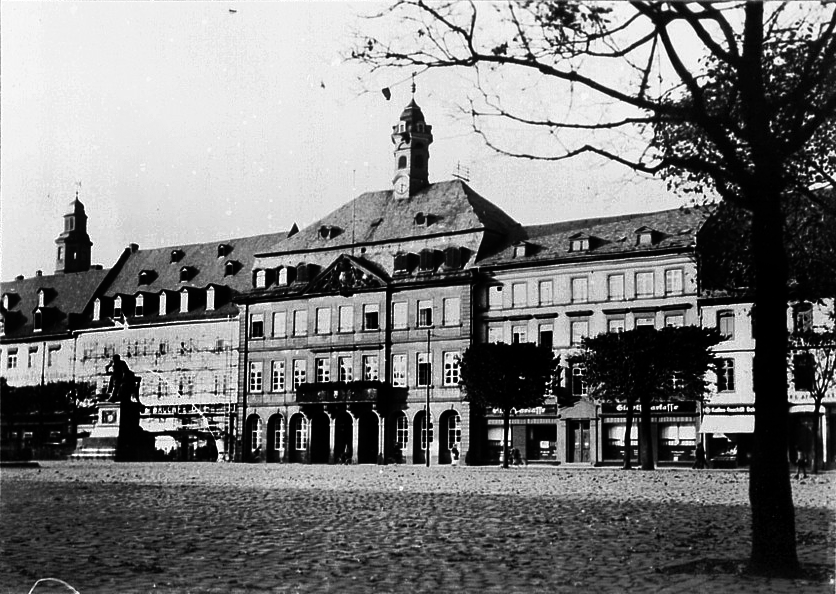
Ратуша в 1920 году

Ратуша Ханау была разрушена во время одной из бомбардировок города в годы Второй мировой войны: устояли только наружные стены. В 1960-х годах вокруг исторического здания была построена новая ратуша — до этого администрация города временно, до 1964 года, использовала замок Филиппсруэ. В отличие от довоенной ситуации — когда ратуша была зданием, встроенным в линию зданий на северной стороне рыночной площади — теперь она стояла свободно. В XXI веке первый этаж используется для проведения мероприятий: в частности, временных выставок.